# 0343

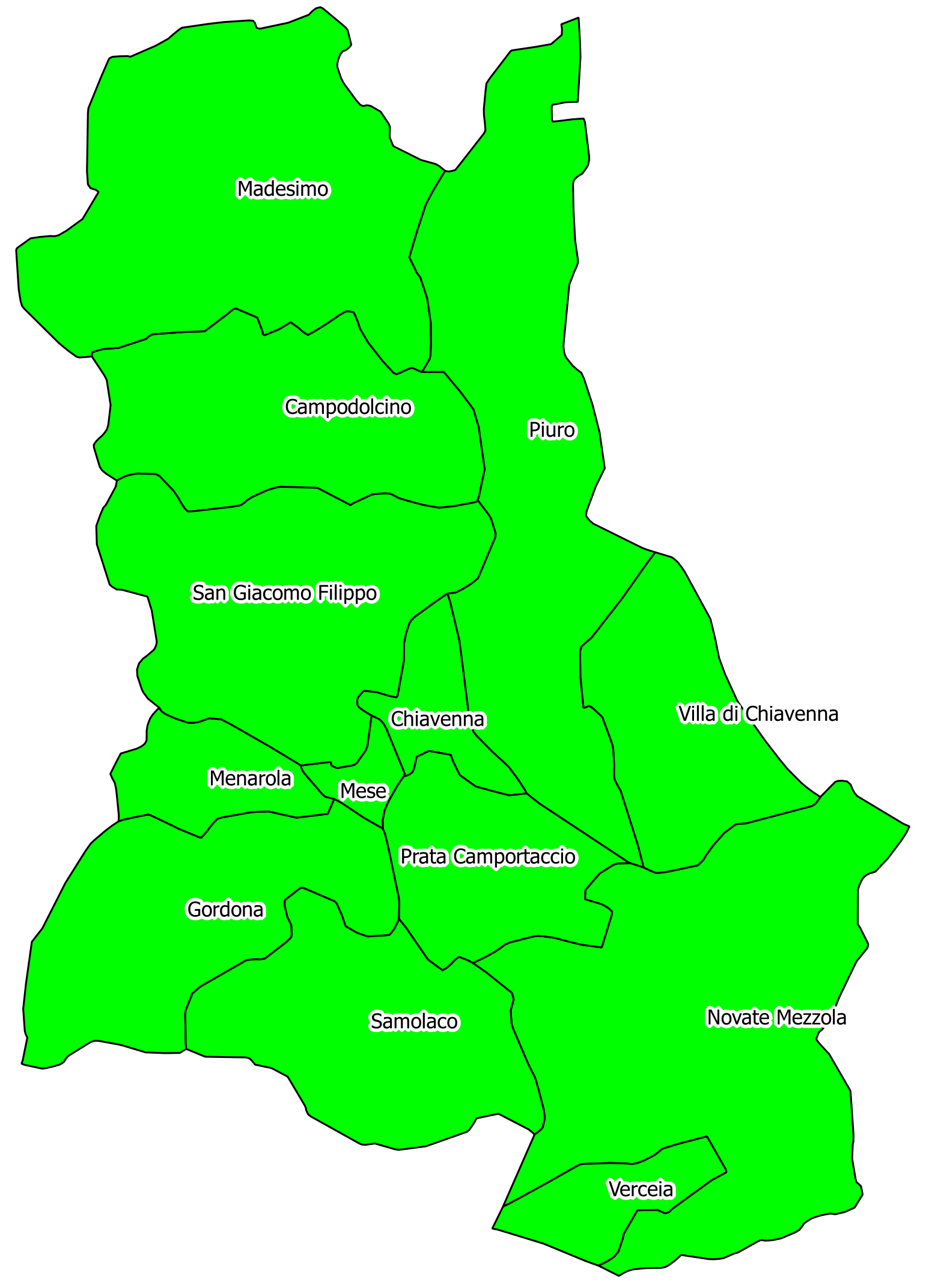
Comuni del distretto telefonico di Chiavenna

0343 è il prefisso telefonico del distretto di Chiavenna, appartenente al compartimento di Milano.
Il distretto comprende la parte occidentale della provincia di Sondrio e corrisponde al territorio della Comunità montana della Valchiavenna. Confina con la Svizzera a ovest, a nord ed a est e con i distretti di Sondrio (0342) a sud-est e di Menaggio (0344) a sud-ovest.

## Aree locali e comuni
Il distretto di Chiavenna comprende 12 comuni compresi in una area locale, nata dagli ex settori di Campodolcino e Chiavenna: Campodolcino, Chiavenna, Gordona, Madesimo, Mese, Novate Mezzola, Piuro, Prata Camportaccio, Samolaco, San Giacomo Filippo, Verceia e Villa di Chiavenna.